# Hochstift Minden

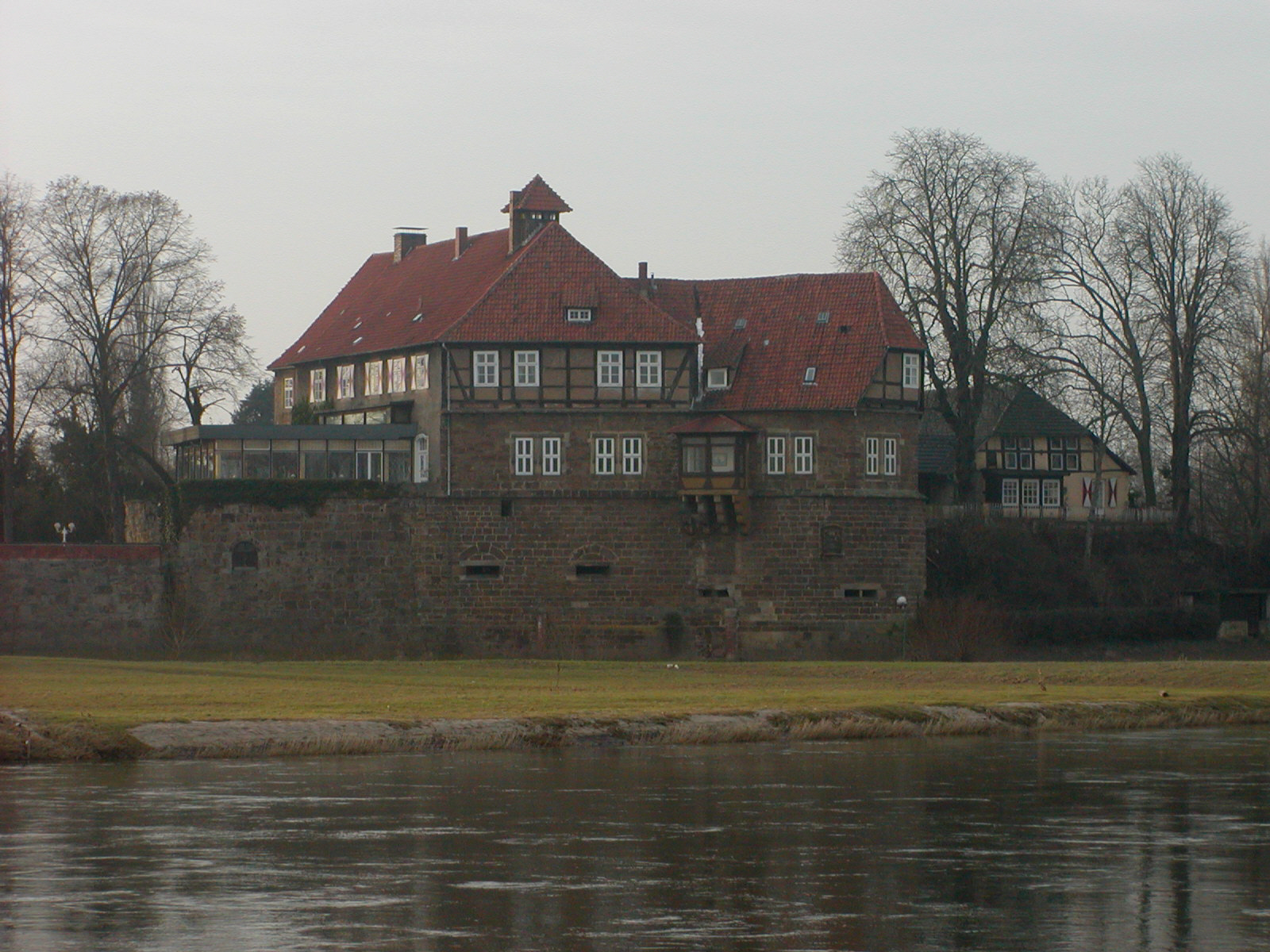
Residenzschloss Petershagen

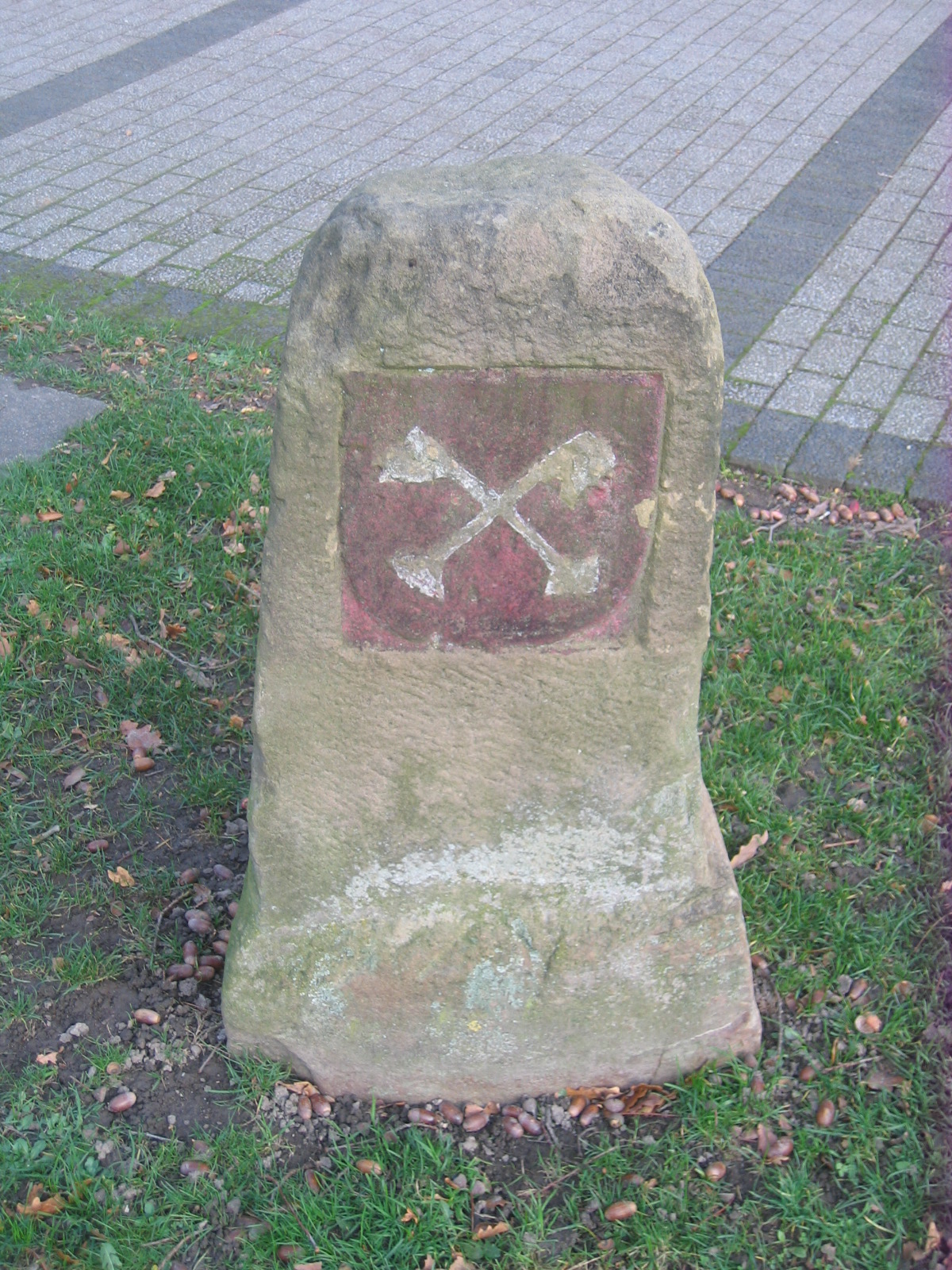
Grenzstein nach Ravensberg aus dem Jahr 1542 (Kurpark Bad Oeynhausen)

Das Hochstift Minden (auch als Stift Minden, Fürstbistum Minden oder ungenau einfach als Bistum Minden bezeichnet) war ein geistliches Territorium des Heiligen Römischen Reiches Deutscher Nation. Das Hochstift Minden gehörte zum Niederrheinisch-Westfälischen Reichskreis. 
Das Hochstift bildete sich im 12. Jahrhundert als weltliches Herrschaftsgebiet der Mindener Fürstbischöfe heraus, deren Diözese aber deutlich größer war. 1648 wurde das Hochstift säkularisiert und fiel unter der Bezeichnung „Fürstentum Minden“ an Brandenburg-Preußen.

## Lage
Der Bischofshof befand sich neben dem Mindener Dom im heute nordrhein-westfälischen Minden an der Weser. Sitz der Verwaltung war das weserabwärts gelegene Schloss Petershagen. Das Gebiet des Hochstifts Minden umfasste wie auch das Nachfolgeterritorium Fürstentum Minden die längste Zeit seines Bestehens die Gebiete des heutigen Kreises Minden-Lübbecke sowie einen kleinen Teil des heutigen Kreises Herford.

## Geschichte

### Vorgeschichte
Das Bistum Minden wurde 799 von Karl dem Großen nach Beendigung der Sachsenkriege gegründet und unterstand der Kirchenprovinz Köln. Der Aufstieg und die Blütezeit des Bistums fielen in die Zeit der sächsischen und salischen Kaiser (919–1125).

### Mittelalter
Aus dem Gebiet, das dem bischöflichen Stuhl durch königliche Schenkung und Belehnung zuwuchs, entstand im Hochmittelalter das Hochstift als Reichsfürstentum, dessen Umfang bedeutend kleiner war als die kirchliche Diözese. Nach dem Sturz Heinrichs des Löwen 1180 erhielt der Mindener Bischofsstuhl die Herzogsgewalt über sein Territorium. 
Der Bischof regierte das Hochstift mit Beteiligung der Stände: dem Mindener Domkapitel, die Ministerialität, die Edelfreien und die Stadt Minden. Zwischen ca. 1250 und 1350 erfolgte der Aufbau von Ämtern, die von bischöflichen Amtleuten/Drosten auf den Burgen Rahden, Reineberg, Schalksburg, Petershagen und Schlüsselburg verwaltet wurden. Die Ämter wurden zeitlich begrenzt Ministerialen des Hochstiftes übertragen oder häufiger an finanziell potente Landesministeriale verpfändet.
1259 bis 1277 war auch Hameln im Besitz des Hochstifts. Bis 1397 lagen die Vogteirechte bei den Edlen vom Berge, danach kam es zur Reduzierung des Territoriums infolge von territorialen Machtkämpfen auf etwa den heutigen Kreis Minden-Lübbecke. Die Hauptstadt Minden wurde schon im 13. Jahrhundert selbstständig.
Auf seiner Reise nach Westfalen musste sich der päpstliche Legat Nikolaus von Kues mit den Missständen im Bistum Minden auseinandersetzen.

### Reformation und Aufhebung
Im 16. Jahrhundert setzte unter Bischof Franz von Braunschweig-Wolfenbüttel im Hochstift die Reformation ein. 1530 erhielt die Stadt Minden durch Nikolaus Krage eine evangelische Kirchenordnung. 1535 schlossen Bischof Franz von Waldeck, das Mindener Domkapitel und die Stadt Minden einen Vertrag, der den ungehinderten katholischen Kultus im Mindener Dom garantierte. Seit Franz von Waldeck (Bischof von 1530 bis 1553) standen an der Spitze des Bistums und des Hochstifts immer wieder Männer, die die lutherische Lehre duldeten oder sogar offen förderten, so dass sie sich rasch durchsetzen konnte. Das empfindliche konfessionelle Gleichgewicht wurde 1555 durch den Augsburger Religionsfrieden geregelt, der den Landesherren das Recht gab, die Konfession ihrer Untertanen zu bestimmen. Ergänzend dazu sicherte aber die Declaratio Ferdinandea den evangelischen Untertanen in den katholischen geistlichen Territorien die Ausübung ihrer Konfession. Außerdem legte der der Augsburger Religionsfriede eine Bestandsgarantie für katholische Klöstern und Stiften fest, die im evangelischen Minden das Kloster St. Mauritius und das Stift St. Johannis sicherte.
Durch einen Erlass des Bischofs Heinrich Julius von Braunschweig-Wolfenbüttel wurden alle Geistlichen im Bistum (außer am Mindener Dom) auf die evangelische Konfession verpflichtet.
Im Dreißigjährigen Krieg wurde Minden 1625 von katholischen kaiserlichen Truppen besetzt. Der ab 1630 amtierende Bischof Franz Wilhelm von Wartenberg versuchte als Landesherr die Gegenreformation durchzusetzen, wurde aber durch die Kriegsereignisse aus der Stadt Minden vertrieben, die 1634 von schwedisch-protestantischen Truppen besetzt wurde. Mit dem Westfälischen Frieden 1648 fiel das Hochstift als säkularisiertes Fürstentum Minden an Brandenburg-Preußen als Entschädigung für den Verlust der Anwartschaft auf Vorpommern, das Schweden erhielt.

## Wappen
Das Wappen des Hochstiftes und des Bistums zeigte die gekreuzten und ihre Barte abwendenden Schlüssel des Heiligen Petrus auf rotem Grund. Petrus war Patron des Bistums und des Mindener Domes. Das Wappen blieb nach 1648 Wappen des Fürstentums Minden und gelangte so in das große preußische Wappen. Bis heute ist es im Wappen vieler Kommunen der Region vertreten, z. B. im Wappen der Stadt Minden. Auch die mittlerweile aufgelösten Kreise Minden und Lübbecke führten die Schlüssel im Wappen. Das Wappen des Nachfolgekreises Minden–Lübbecke greift dieses alte Symbol wieder auf.